# Messoracaridae
Famille
Les Messoracaridae sont une famille d'acariens mesostigmates.
Cette famille contient deux genres et quatre espèces.

## Description
Ce sont des acariens myrmécophiles.

## Liste des genres
- Messoracarus Silvestri, 1912
- Leptantennus Berlese, 1916

## Publication originale
- Kethley, 1977 : A review of the higher categories of Trigynaspida (Acari: Parasitiformes). International Journal of Acarology, vol. 3, n. 2, p. 129–149.